# Le Chant des martyrs
Le Chant des martyrs est à la fois une marche funèbre et un chant révolutionnaire datant de la révolution russe de 1905 en souvenir de ses morts. Le texte russe est de W. G. Archangelski et le compositeur a été probablement N. N. Ikonnikov. C'est un des plus célèbres chants du mouvement ouvrier.
Il a été interprété lors des funérailles de Lénine (1924), Leonid Brejnev (1982), de Youri Andropov (1984) et Konstantin Tchernenko (1985). C'est aussi à la manifestation annuelle à l'occasion de l'anniversaire de la mort de Rosa Luxemburg et de Karl Liebknecht à la mémoire des socialistes dans le cimetière central de Friedrichsfelde à Berlin.
Le chant des martyrs est également utilisé dans le 3e mouvement de la 11e symphonie de Dmitri Chostakovitch dite "L'année 1905".
Paroles
| Couplet 1 : Vous êtes tombés pour tous ceux qui ont faim, Tous ceux qu'on méprise et opprime, De votre pitié pour vos frères humains, Martyrs et victimes sublimes. Refrain : Mais l'heure a sonné et le peuple vainqueur S'étire, respire, prospère. Adieu, camarades, adieu, nobles cœurs, Adieu, les plus nobles des frères. Couplet 2 : Pour prix de vos peines, la peine de mort, Ou bien la prison pour la vie, Du bruit de vos chaînes sont pleines encore Les plaines de Sibérie. Refrain |